# Südamerikaspiele 2018/Tennis
Bei den Südamerikaspielen 2018 in Cochabamba wurden in Villa Tunari vom 28. Mai bis 2. Juni 2018 fünf Wettbewerbe im Tennis ausgetragen.

## Herren

### Einzel
| Platz | Land        | Spieler             |
| ----- | ----------- | ------------------- |
| 1     | Chile       | Tomás Barrios Vera  |
| 2     | Argentinien | Francisco Cerúndolo |
| 3     | Peru        | Juan Pablo Varillas |

### Doppel
| Platz | Land      | Spieler                            |
| ----- | --------- | ---------------------------------- |
| 1     | Ecuador   | Diego Hidalgo Emilio Gómez         |
| 2     | Peru      | Jorge Panta Juan Pablo Varillas    |
| 3     | Kolumbien | Cristian Rodríguez Eduardo Struvay |

## Damen

### Einzel
| Platz | Land     | Spielerin           |
| ----- | -------- | ------------------- |
| 1     | Paraguay | Montserrat González |
| 2     | Chile    | Daniela Seguel      |
| 3     | Chile    | Fernanda Brito      |

### Doppel
| Platz | Land     | Spielerinnen                                |
| ----- | -------- | ------------------------------------------- |
| 1     | Chile    | Alexa Guarachi Daniela Seguel               |
| 2     | Paraguay | Camila Giangreco Campiz Montserrat González |
| 3     | Ecuador  | Camila Romero Charlotte Römer               |

## Mixed
| Platz | Land        | Spieler/-innen                 |
| ----- | ----------- | ------------------------------ |
| 1     | Venezuela   | Roberto Maytín Aymet Uzcátegui |
| 2     | Argentinien | Tomás Farjat Melany Krywoj     |
| 3     | Chile       | Gonzalo Lama Alexa Guarachi    |

## Medaillenspiegel
| Platz | Land        | Gold | Silber | Bronze | Gesamt |
| ----- | ----------- | ---- | ------ | ------ | ------ |
| 01    | Chile       | 2    | 1      | 2      | 5      |
| 02    | Paraguay    | 1    | 1      | —      | 2      |
| 03    | Ecuador     | 1    | —      | 1      | 2      |
| 04    | Venezuela   | 1    | —      | —      | 1      |
| 05    | Argentinien | —    | 2      | —      | 2      |
| 06    | Peru        | —    | 1      | 1      | 2      |
| 07    | Kolumbien   | —    | —      | 1      | 1      |